# Frank L. Packard
Pour les articles homonymes, voir Packard.
Frank L. Packard, né le 2 février 1877 à Montréal, et mort le 17 février 1942 à Lachine, est un écrivain canadien, auteur de roman policier et de récits d'aventures et créateur du personnage de Jimmie Dale.

## Biographie
Frank L. Packard nait à Montréal, au Québec, en 1877. Il étudie à l'université McGill et à l'université de Liège, en Belgique. Il travaille ensuite comme ingénieur civil pour la compagnie de chemin de fer Canadien Pacifique
Ses expériences de travail sur le chemin de fer l'ont amené à écrire de nombreuses histoires ayant pour cadre le monde ferroviaire. Il a également signé des récits d'aventures exotiques et des romans policiers classiques, ainsi qu'une série mettant en scène le personnage de Jimmie Dale. Plusieurs de ses romans ont été adaptés au cinéma.
Il meurt en 1942 à Lachine, au Québec, et est enterré au cimetière Mont-Royal de Montréal. 

## Œuvre

### Série Jimmie Dale
- The Adventures of Jimmie Dale (1917)
- The Further Adventures of Jimmie Dale (1919)
- Jimmie Dale and the Phantom Clue (1922)
- Jimmie Dale and Blue Envelope Murder (1930)
- Jimmie Dale and the Missing Hour (1935)

### Autres romans
- On the Iron at Big Cloud (1911)
- Greater Love Hath No Man (1913)
- The Miracle Man (1914)
- The Belovéd Traitor (1915)
- The Sin That Was His (1917)
- The Wire Devils (1918)
- Coogan's Last Run (1911)
- From Now On (1919)
- The Night Operator (1919)
- The White Moll (1920)
- Pawned (1921)
- Doors of the Night (1922)
- The Four Stragglers (1923)
- The Locked Book (1924)
- Running Special (1925)
- Broken Waters (1925)
- The Red Ledger (1926)
- The Devil's Mantle (1927)
- Two Stolen Idols (1927)
- Shanghai Jim (1928)
- The Big Shot (1929)
- Tiger Claws (1929)
- Gold Skull Murders (1931) Publié en français sous le titre Les Crânes d'or, traduction de Marie Mavraud, Paris, Éditions du Masque, coll. « Émeraude » no 18, 1939.
- The Hidden Door (1933)
- The Purple Ball (1933) Publié en français sous le titre La Boule rouge, traduction de Marguerite Vabre, Paris, Éditions du Masque, coll. « Émeraude » no 8, 1938.
- The Dragon's Jaws (1937)
- More Knaves Than One (1938)

## Filmographie

### Comme auteur adapté

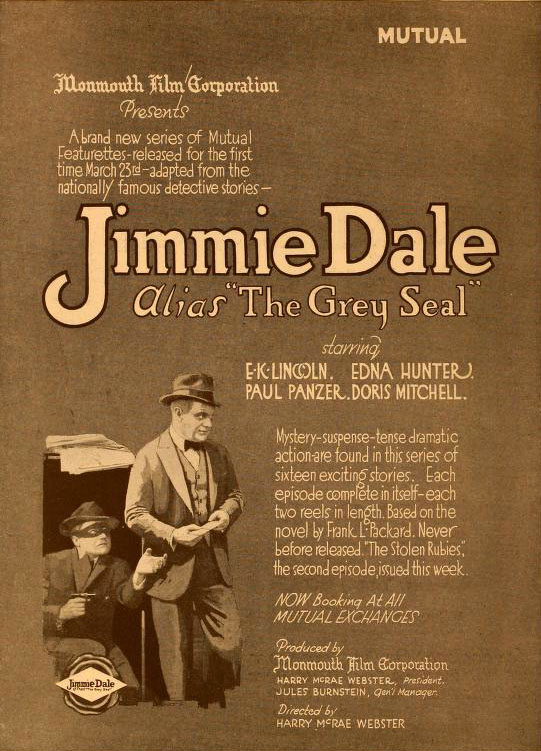
Affiche du film Jimmie Dale, Alias the Grey Seal sortit en 1917.

- 1915 : Greater Love Hath No Man d'Herbert Blaché
- 1917 : Jimmie Dale, Alias the Grey Seal d'Harry McRae Webster
- 1918 : The Beloved Traitor de William Worthington
- 1919 : Le Miracle (The Miracle Man) de George Loane Tucker
- 1920 : Rédemptrice (The White Moll) d'Harry F. Millarde
- 1920 : From Now On de Raoul Walsh
- 1920 : The Iron Rider de Scott R. Dunlap
- 1920 : Sa faute (The Sin That Was His) d'Hobart Henley
- 1922 : Smiles Are Trumps de George Marshall
- 1922 : Pawned d'Irvin Willat
- 1928 : The Crash d'Edward F. Cline
- 1932 : The Miracle Man de Norman Z. McLeod